# ФК Линкълн Ред Импс
Линкълн Ред Импс (на английски: Lincoln Red Imps FC) е полупрофесионален футболен отбор от Гибралтар, задморска територия на Великобритания. Отборът печели 14 пъти подред титлата на Гибралтар от 2003 до 2016 г.

## История
Клубът е кръстен на английския ФК Линкълн Сити след идея на Рег Брийли, близък приятел по това време на първия собственик Чарлз Полсън. Създаден през 1976 г. от група аматьори, трениращи в полицейската школа и дори са си имали отбор с името „Сините палки“. Към тях са се присъединили и футболисти от „Гласис Юнайтед“ и „Сент-Ягос“. Постепенно се изкачва в най-висшата дивизия и през 1994 г. печели първата си титла. Играят в Гибралтарска първа дивизия и се явяват като един от най-титулуваните отбори в историята на шампионата.
През сезон 2015/16 печели първата си победа в Шампионската лига, на 7 юли победи като гост андорския „Санта Колома“ с резултат 2:1, победния гол вкара звездата на отбора Лий Кашиаро, и това позволи на отбора да премине във 2-рия кръг. Той вече е полубог в страната си след като вкара първия гол за националния тим в евроквалификации при гостуването на Шотландия на „Хемпдън парк“ в Глазгоу. Гибралтар загуби този мач с 1:6 но този гол ще остане завинаги в паметта на всички. Във втория кръг Ред Имс два пъти отстъпи на датския Мидтиланд (0:2 и 0:1). В сезон 2016/17 в първия квалификационен кръг в Шампионската лига у дома си „Ред Импс“ сензационно победи шампиона на Шотландия „Селтик“ (1:0).
Предишни имена на отбора
- 1978 – 2002: Lincoln F.C. – Линкълн ФК
- 2002 – 2007: Newcastle United F.C. – Нюкясъл Юнайтед ФК
- 2007 - : Lincoln Red Imps Football Club – Линкълн Ред Импс ФК

## Успехи
- Първа дивизия
  -  Шампион (28): 1985/86, 1989/90, 1990/91, 1991/92, 1992/93, 1993/94, 2000/01, 2002/03, 2003/04, 2004/05, 2005/06, 2006/07, 2007/08, 2008/09, 2009/10, 2010/11, 2011/12, 2012/13, 2013/14, 2014/15, 2015/16, 2017/18, 2018/19, 2020/21, 2021/22, 2022/23, 2023/24
- Купа на Скалата:
  -  Носител (19) (рекорд): 1986, 1989, 1990, 1993, 1994, 2002, 2004, 2005, 2006, 2007, 2008, 2009, 2010, 2011, 2014, 2015, 2016, 2020/21, 2024
  -  Финалист (4): 2001, 2003, 2017, 2022/23
- Суперкупа
  -  Носител (10) (рекорд): 2001, 2002, 2004, 2007, 2008, 2009, 2010, 2011, 2014, 2015
  -  Финалист (5): 2003, 2005, 2006, 2013, 2016
- Купа на лигата
  -  Носител (17): 1986/87, 1987/88, 1988/89, 1989/90, 1990/91, 1991/92, 1992/93, 1999/00, 2001/02, 2002/03, 2003/04, 2005/06, 2006/07, 2007/08, 2010/11, 2011/12, 2013/14
  -  Финалист (2): 2004/05, 2008/09

## Участие в екрокупите
| Сезон   | Турнир          | Кръг             | Съперник                                      | Домакин      | Гост         | Общ резултат |  |
| ------- | --------------- | ---------------- | --------------------------------------------- | ------------ | ------------ | ------------ |  |
| 2014/15 | Шампионска лига | Първи квал. кръг | ХБ Торсхавн                                   | 1:1          | 2:5          | 3:6          |  |
| 2015/16 | Шампионска лига | Първи квал. кръг | Санта Колома                                  | 0:0          | 2:1          | 2:1          |  |
| 2015/16 | Шампионска лига | Втори квал. кръг | Мидтиланд (Хернинг и Икаст)                   | 0:2          | 0:1          | 0:3          |  |
| 2016/17 | Шампионска лига | Първи квал. кръг | Флора (Талин)                                 | 2:0          | 1:2          | 3:2          |  |
| 2016/17 | Шампионска лига | Втори квал. кръг | Селтик (Глазгоу)                              | 1:0          | 0:3          | 1:3          |  |
| 2017/18 | Лига Европа     | Първи квал. кръг | АЕК (Ларнака)                                 | 1:1          | 0:5          | 1:6          |  |
| 2018/19 | Шампионска лига | Първи квал. кръг | Ла Фиорита (Монтеджардино)                    | 2:01         | 2:01         | 2:01         |  |
| 2018/19 | Шампионска лига | Втори квал. кръг | Дрита (Гниляне)                               | 1:4, (прод.) | 1:4, (прод.) | 1:4, (прод.) |  |
| 2018/19 | Лига Европа     | Втори квал. кръг | Ню Сейнтс (Лансантфрайд ъм Мехайн и Озуъстри) | 1:1          | 1:2          | 2:3          |  |

## Български футболисти
- Кун Теменужков: 2024 - (13 мача/6 гола)